# داغ همرشولد
داغ همرشولد (1905 - 18 سبتمبر 1961)(Dag Hammarskjöld) هو اقتصادي سويدي والأمين العام للأمم المتحدة بين 1953 و1961.
عمل كنائب وزير الخارجية السويدي وانُتخب كثاني أمين عام الأمم المتحدة بعد استقالة تريجفي لي الأمين العام الأول للأمم المتحدة عام 1953 ثم جدد له عام 1958 وبقي في منصبه حتى مقتله عام 1961 عندما لقي مصرعه في حادث تحطم طائرته في الكونغو إثر توجهه لروديسيا (زامبيا) لمفاوضة تشومبى حول مشكلة الكونغو وانفصال إقليم كاتنجا عن الكونغو (زائير سابقاً) ولتاريخه لم تُعرف الجهة وراء تحطم طائرته.
كان همرشولد موظفاً في الحكومة السويدية، يشغل وظيفة كبيرة ولكنها لم تصل إلى مرتبة الوزير وكان أهم ما فيه أنه من عائلة ارستقراطية وعلى جانب كبير من الثراء، فقد كان أبوه رئيس وزراء السويد. وكان أجداده من المحاربين في جيوش السويد التي كانت تعيش في حروب مستمرة مع جيرانها قبل أن تتحول في تاريخها الحديث إلى دولة محايدة تدعو للسلام وتعيش فيه.
و لم يكن أحد قد سمع باسمه خارج بلاده الإ أنه كان عضوا في اللجنة التي تبحث موضوع المرشحين لجائزة نوبل للسلام وعندما هبطت طائرته في مطار نيويورك ليتولى منصب الأمين العام بعد تريجفي كان أول سؤال وجهه له الصحفيون :كيف يُنطق اسمه ؟ أراد أن يُبسط اسمه فقال انه مكون من كلمتين :هامر(المطرقة) وشيلد (الدرع) فهذا الاسم الذي أُطلق منذ عدة قرون على جده المحارب: المطرقة والدرع.
لم تمض عدة سنوات حتى أصبح لهذا الرجل قوة هائلة على المسرح الدولي تضاهي قوة الدول الكبرى مع اختلاف الأدوار وصار من أحد ثلاثة أو أربعة رجال في العالم هم أقوى زعمائه وقادته حتى أنه عندما تأزمت الأمور في إحدى المراحل اقترح نيكيتا خوروشوف زعيم الاتحاد السوفيتى عقد مؤتمر قمة على أعلى مستوى اقتصر الاشتراك فيه على ستة رجال: رؤساء الدول الخمس الكبرى وسادسهم همرشولد.

## موقفه من العدوان الثلاثي على مصر عام1956
كان أول امتحان فعلي لجدارته لمنصبه كأمين عام العدوان الثلاثى على مصر فمع تأميم مصر قناة السويس واتفاق فرنسا وبريطانيا وإسرائيل على القيام بخطة عسكرية للقضاء على خطر مصر على إسرائيل واستعادة بريطانيا وفرنسا لقناة السويس قرر همرشولد أن يدعو مجلس الأمن للانعقاد لكي يتخذ موقفا فعالا في وقف العدوان ورد القوات المعتدية وإعادة الهدوء للمنطقة.
ألقى عند افتتاح المجلس كلمة وجيزة ولكنها كان لها أثر بالغ في المجلس وفي العالم حيث حدد مهمة الأمين العام حين قال ((إن مبادئ ميثاق الأمم المتحدة أهم بكثير من الأهداف السياسية لأي دولة وأن هذه المبادئ هي مرجعه الأول والأخير فيما يحق له أن يفعله وليس في إمكان الأمين العام القيام بعمله الإ إذا حافظت كل دولة من الدول الأعضاء على شرف تعهدها باحترام ميثاق الأمم المتحدة.... إن معنى ما قلته واضح للجميع دون أي حاجة إلى الأسهاب أو تفصيل أما إذا كان للدول الأعضاء وجهة نظر أخرى في واجبات الأمين العام فمن حق هذه الدول كما أن من حق الأمين العام أن يتصرفوا تصرفاً آخر)) وكانت الجملة الأخيرة تحمل تصميمه على الاستقالة ((إذا كان للدول الأعضاء وجهة نظر أخرى)) كإشارة منه إلى أن على الدول الأعضاء أن تُعلن الآن موقفها.

## أزمة الكونغو
كانت الكونغو بعد مرور ستة أشهر على استقلالها غارقة في الفوضى والاضطرابات تتقاسمها ثلاثة سلطات:
السلطة المركزية في ليوبولدفيل، وسلطة حكومية بزعامة جيزنغا المدعوم من باتريس لومومبا، وسلطة المناطق الشرقية المدعومة من الماركسيين والاتحاد السوفيتي إزاء هذا الوضع المتأزم في الكونغو وجد الرئيس كازافوبو نفسه مضطرا لأن يقبل أن تضع الأمم المتحدة يدها على الكونغو (قرار مجلس الأمن في 21 شباط 1961) وأن يشرف أمينها العام على إعادة تنظيم الجيش والمالية وإعادة الأمن والوحدة إلى الكونغو.

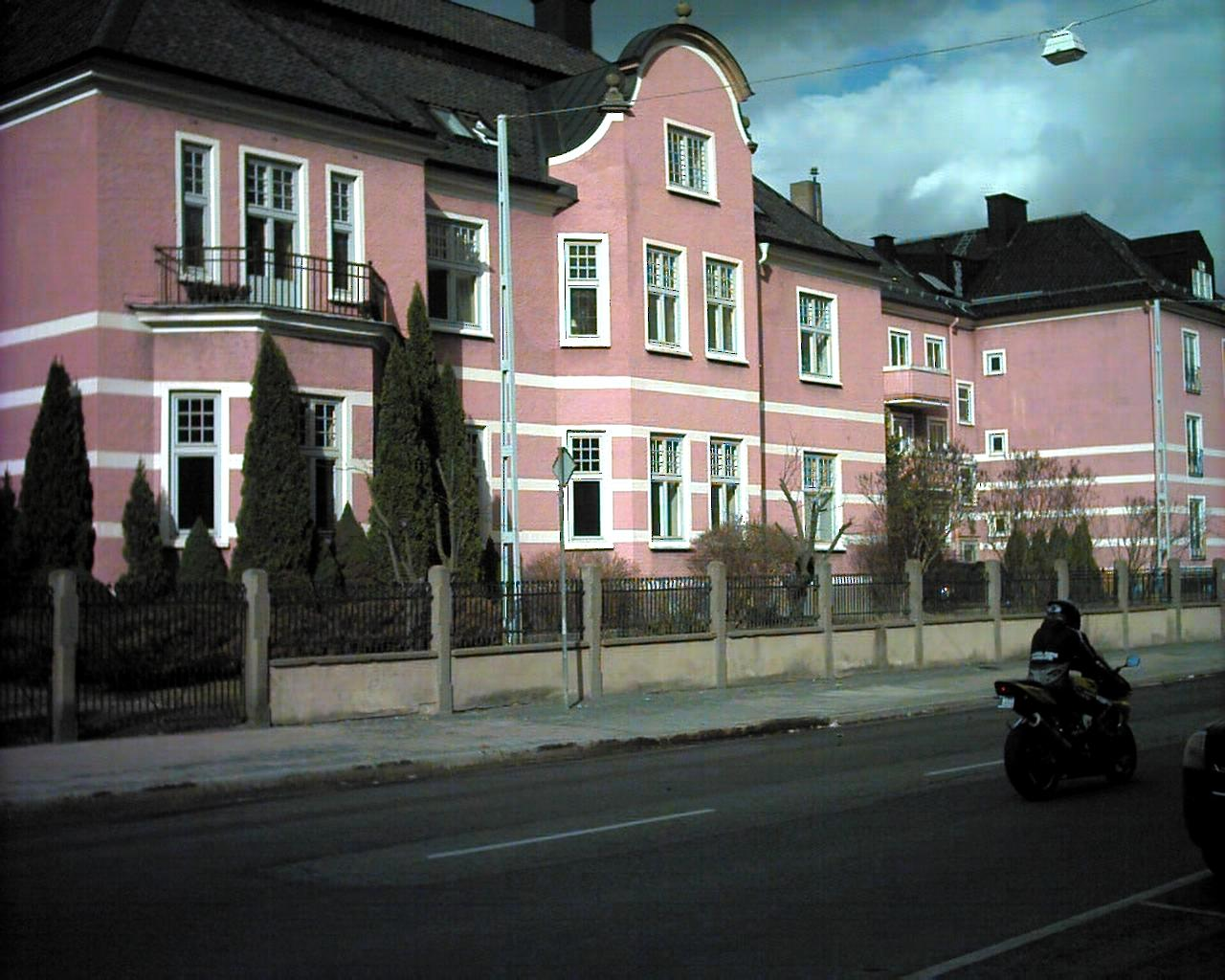
مسقط رأس همرشولد في يونشوبينغ.

طار همرشولد إلى روديسيا (زامبيا حالياً) لمفاوضة تشومبي حول وقف إطلاق النار في الوقت الذي أعلن فيه الأخير رفضه لقرارات الأمم المتحدة وانفجرت طائرة همرشولد في الجو ولقي مصرعه 18 سبتمبر 1961 دون أن تسفر التحقيقات التي أُجريت بعد ذلك عن تحديد الجهة المسؤولة عن هذا الحادث .

## وصلات خارجية
- داغ همرشولد على موقع IMDb (الإنجليزية)
- داغ همرشولد على موقع الموسوعة البريطانية (الإنجليزية)
- داغ همرشولد على موقع مونزينجر (الألمانية)
- داغ همرشولد على موقع ميوزك برينز (الإنجليزية)
- داغ همرشولد على موقع إن إن دي بي (الإنجليزية)
- معلومات تفصيلية عن سيرة حياة داغ همر شولد من موقع رسمي للأمم المتحدة

| المناصب السياسية | المناصب السياسية                   | المناصب السياسية |
| ---------------- | ---------------------------------- | ---------------- |
| سبقه تريغفي لي   | أمين عام الأمم المتحدة 1953 - 1961 | تبعه يو ثانت     |